# Jüdischer Friedhof (Wriezen)

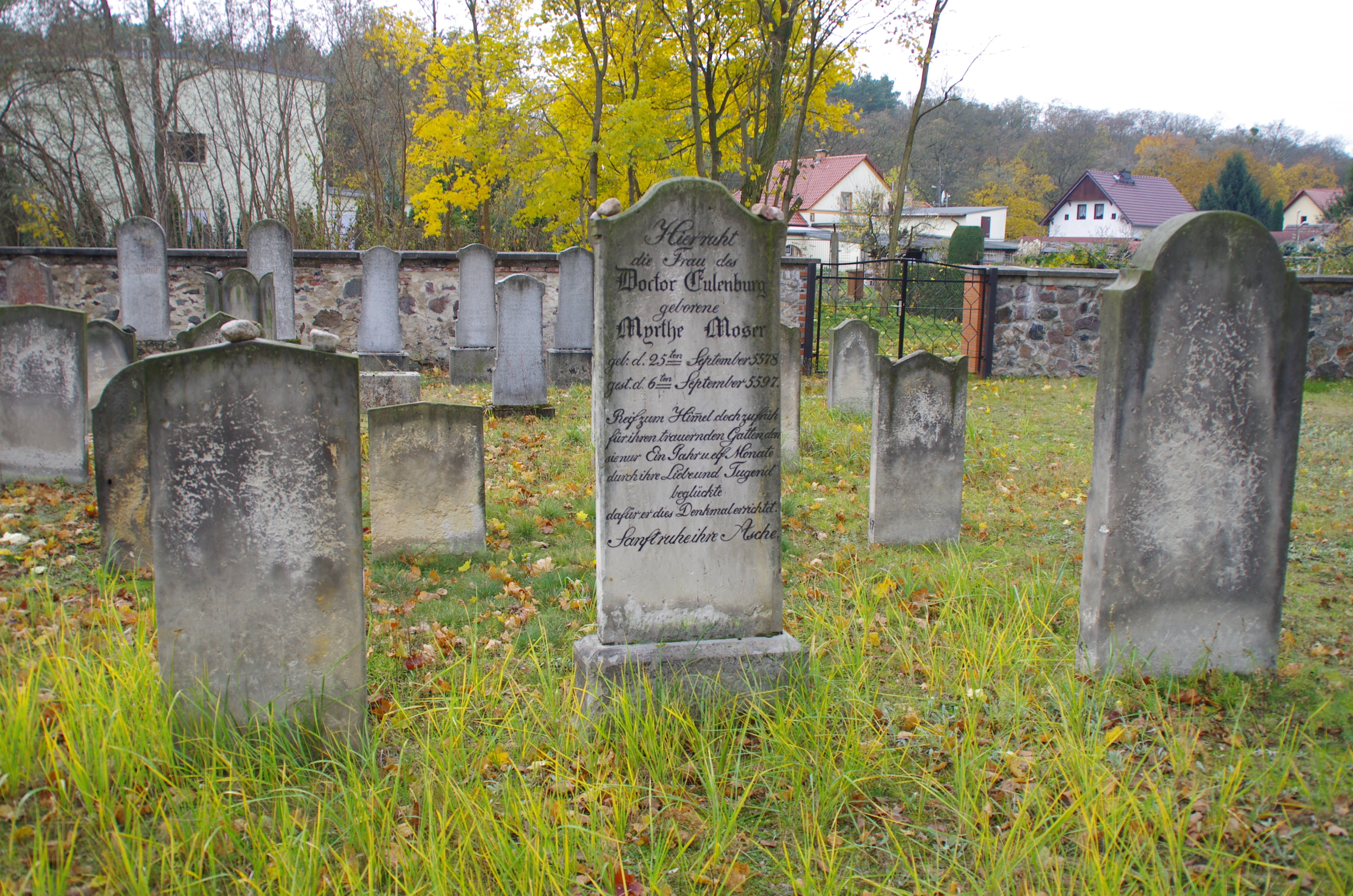
Grabsteine rechts des Ganges

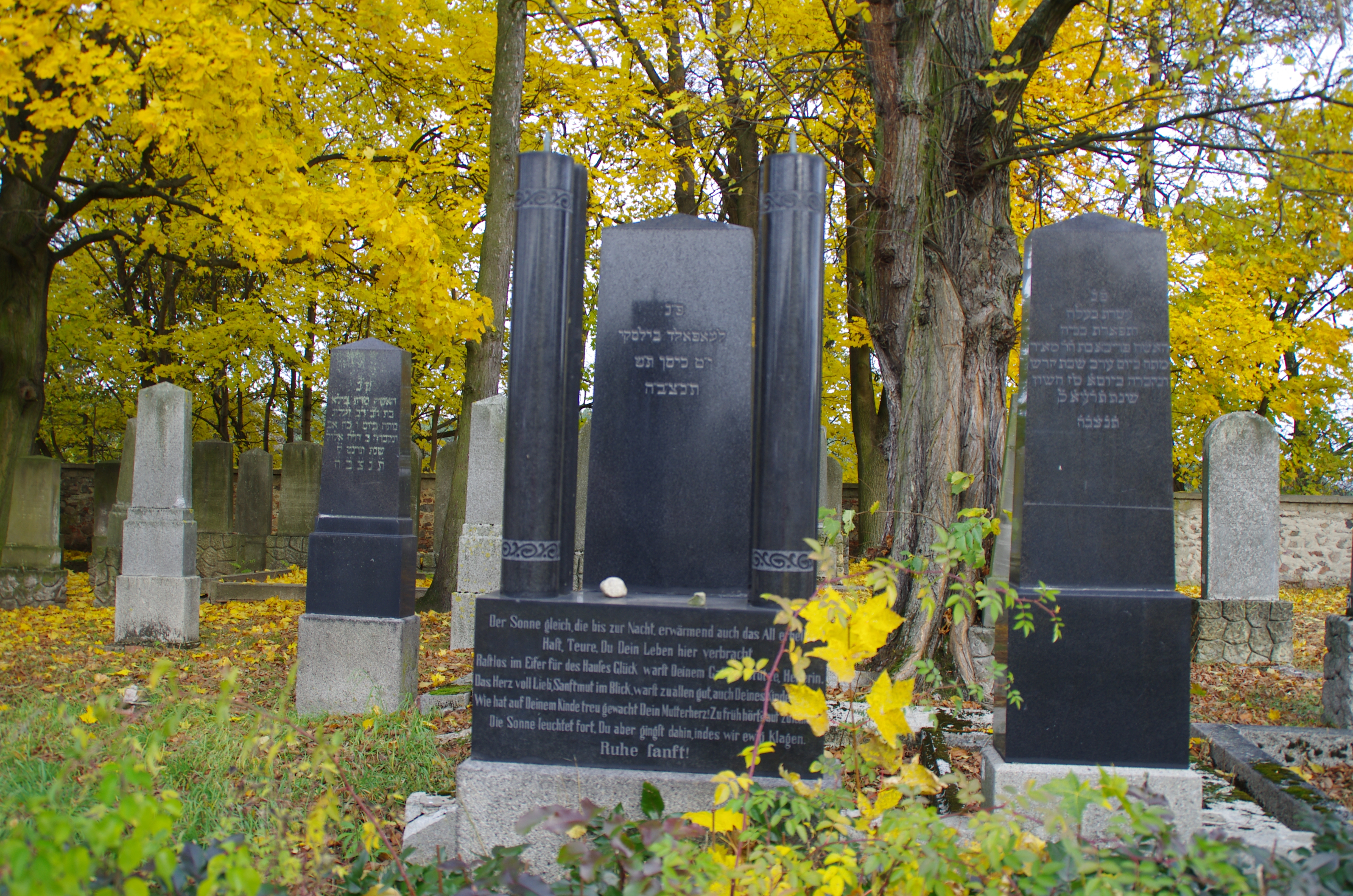
Grabsteine links des Ganges

Der Jüdische Friedhof Wriezen in der Stadt Wriezen im Landkreis Märkisch-Oderland in Brandenburg liegt am Siedlungsweg in der Nähe der Freienwalder Straße.
Das Grundstück für den Friedhof wurde im Jahre 1730 von der Jüdischen Gemeinde Wriezen erworben. Davor wurde der Jüdische Friedhof in Bad Freienwalde (Oder) genutzt. Die letzte Belegung fand im Jahre 1940 statt. Etwa 150 Grabstellen sind sichtbar, 131 Grabsteine sind erhalten und wurden in den 1980er Jahren sorgfältig renoviert. Die Grabsteine sind beiderseitig eines Gangs in Reihen angelegt. Rechts des Ganges liegen die älteren Gräber, diese sind aus Sandstein. Die jüngeren Steine sind aus Granit. Die Inschriften auf den Steinen sind zweisprachig, auf der einen Seite hebräisch, auf der anderen Seite deutsch.
Der jüdische Friedhof gilt als einer der am besten erhaltenen in Brandenburg. Er ist ein Baudenkmal.